# Verapaz
Pour la région du Guatemala, voir Département d'Alta Verapaz et Département de Baja Verapaz.
Verapaz est une municipalité du département de San Vicente au Salvador.